# Ghergheasa
Ghergheasa is een Roemeense gemeente in het district Buzău.
Ghergheasa telt 2521 inwoners.